# Enfield (Nova Hampshire)
Enfield é uma cidade  localizada no estado americano de Nova Hampshire, no Condado de Grafton.

## Demografia
Segundo o censo americano de 2000, a sua população era de 4618 habitantes.

## Geografia
De acordo com o United States Census Bureau tem uma área de
111,8 km², dos quais 104,2 km² cobertos por terra e 7,4 km² cobertos por água. Enfield localiza-se a aproximadamente 247 m acima do nível do mar.

## Localidades na vizinhança
O diagrama seguinte representa as localidades num raio de 32 km ao redor de Enfield.